# Нектар
Нектар је слатка течност коју излучују жлезде биљака цветница. То је храњиви састојак помоћу којих биљке привлаче пчеле и друге инсекте, како би поспешили њихово опрашивање. У пчеларству се нектар који прикупе пчеле користи у производњи меда.

## Етимологија
Име је изведено од латинске речи која се користила за пиће богова. А у латинском је реч за нектар дошла из грчког - νέκταρ.

## Цветни нектар
Цветни нектар се налази у подножју цвета, тако да пчеле морају да додирују прашнике и тучак, те се на тај начин поспешује оплодња биљака.

## Нецветни нектар
У ову групу се убрајају нектари које биљке луче невезано за систем опрашивања. Ова врста нектара која се лучу директно са биљака, примећена је код 3941 врста биљака. Сврха овог нектара јесте привлачење инсеката, који потом "бране" биљке од штетних инсеката, или да привуку неке друге корисне инсекте. Пчеле сакупљају овај нектар, а мед који се добије од њега назива се шумски мед.

## Састав
Основни састав нектара чине шећери (сахароза, глукоза, фруктоза), затим се ту налази и око 20 аминокиселина као и још неке супстанце које зависе од услова у којима расте биљка која лучи нектар.
У грчкој митологији, нектар је назив пића богова које је слађе од меда, а које им је заједно са амброзијом омогућавало да задрже вечну младост.